# Irrigatore dinamico
Un irrigatore dinamico (a differenza dell'Irrigatore statico) è in grado di far ruotare il proprio getto d'acqua. Ne esistono di diversi tipi, ma tra i più diffusi sono gli irrigatori dinamici a martelletto e a turbina.

## Irrigatore dinamico a martelletto
In questo caso la rotazione del getto d'acqua è garantita da un sistema formato da un meccanismo oscillante, il meccanismo oscilla in forza della sollecitazione del getto d'acqua e di un meccanismo a molla che ne garantisce il ritorno.
L'oscillazione del meccanismo porta ad una continua interruzione e ripresa del getto d'acqua, nonché alla sua costante rotazione.

## Irrigatore dinamico a turbina
Si tratta di un tipo di irrigatore dinamico che prende il suo nome da un meccanismo interno (a turbina appunto) che garantisce la rotazione del getto.
Il meccanismo a turbina viene spesso lubrificato con acqua oppure olio, solitamente è consigliata l'acqua, in quanto una rottura del sistema di lubrificazione porterebbe il liquido a fuoriuscire e a penetrare nel terreno. L'olio potrebbe essere dannoso, mentre l'acqua, per ovvi motivi, non presenta questo inconveniente.